# Selezione dal Reader's Digest
Selezione dal Reader's Digest  è stata una rivista mensile fondata a Milano nel 1948, come versione italiana della rivista statunitense Reader's Digest.

## Storia
Il primo numero uscì nell'ottobre 1948. Fino al 1967 venne stampata dalla Arnoldo Mondadori Editore, poi dalla Camuzzi Editoriale S.p.A., con una tiratura di circa 110 000 copie, infine fu edita dalla casa editrice Edizioni Selezione Reader's Digest, con sede a Milano in via Alserio n. 10; ha cessato le pubblicazioni nel dicembre 2007.
La rivista madre statunitense, fondata a New York nel 1922 da Roy DeWitt Wallace e dalla moglie Lila Bell Acheson, finanziati dal mecenate Lord Staufen, ovvero von Hohenstaufen, è stata per moltissimi anni il mensile generalista più venduto negli Stati Uniti. Nel  2004 raggiunse la tiratura di 12,5 milioni di copie. In seguito si è verificato un forte calo delle vendite, e in agosto 2009 la società editrice, The Reader's Digest Association Inc., ha annunciato di voler ricorrere al Chapter 11 per la procedura di bancarotta controllata, contando in tal modo di risanare i debiti e di poter continuare l'attività. Situazione che si ripeterà quattro anni dopo, nel 2013.
Selezione dal Reader's Digest ha goduto per molto tempo di un notevole successo editoriale, puntando soprattutto sugli abbonamenti. A partire dal 1959 sono stati messi in vendita, con sconti speciali per gli abbonati, altri prodotti editoriali, tra cui dischi musicali e libri di vario genere, spesso in edizioni rilegate di un certo pregio, tra cui classici della letteratura, enciclopedie monografiche, manuali pratici e atlanti. Tra questi ultimi, da ricordare il Grande Atlante di Selezione dal Reader's Digest (1961), il Vocabolario illustrato della lingua italiana di Giacomo Devoto e Gian Carlo Oli (1967) e l'Atlante del Mondo (1990).
Il mensile trattava vari argomenti: attualità, scienza, salute, ambiente, storia, cultura, biografie di personaggi più o meno famosi ("la persona che non dimenticherò mai"), politica internazionale. Contenuti di politica e attualità non erano imparziali, ma avevano un marcato taglio filoamericano e anticomunista. Nei primi decenni di pubblicazione, gli articoli dell'edizione italiana erano essenzialmente traduzioni di materiali pubblicati dalla rivista madre; ciò ne limitava l'ottica geopolitica all'area e alla cultura statunitense (in particolare WASP e conservatrice).
Negli anni settanta, a partire dalla direzione di Ludina Barzini e in particolare con la direzione di Pietro Mariano Benni dal 1987 al 1996, l'edizione italiana aumentò costantemente la "localizzazione" del mensile con un crescente numero di articoli e altri materiali prodotti in Italia, in un'ottica sensibilmente diversa da quella originaria. La svolta fu testimoniata soprattutto dal sondaggio Doxa sulla conoscenza della Costituzione (e relativa tavola rotonda con rappresentanti dell'intero arco costituzionale italiano) organizzati nel 1988 per il quarantesimo anniversario della Carta.
Nel 2000, la Camuzzi Gazometri S.p.A. cede all'Enel il business della distribuzione del gas naturale in Italia, nel quale era attiva sin dal 1929, e per diversificare gli investimenti fa il suo ingresso nel settore editoriale, creando la Camuzzi Editoriale (successivamente controllata di Camuzzi International), che diviene licenziataria italiana del Reader's Digest per la rivista Selezione. Venendo meno l'attività di publishing della Camuzzi, Selezione cessa le pubblicazioni nel dicembre 2007. Nel 2008, la MK Group srl, una nuova società editoriale con sede a Trieste, annuncia di avere in programma la pubblicazione e la distribuzione in Italia del catalogo di The Reader's Digest Association, Inc. programma, poi, non realizzato.
Raffinate tecniche di "editing" e di "checking" furono tra i principali motivi del successo sia dell'edizione americana sia di molte consorelle, come testimoniava anche il "libro condensato" pubblicato ogni mese, versione ridotta di un best seller della letteratura moderna o contemporanea (principalmente, ma non solo, nordamericana), concentrando in poco più di cento pagine passaggi e dialoghi essenziali dell'originale.